# Julehjerte

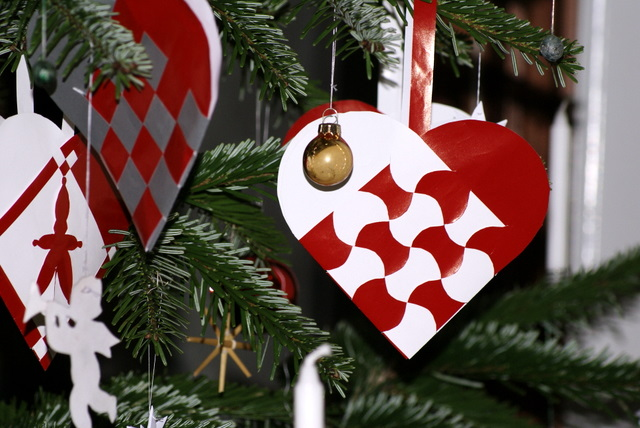
Geflochtene Weihnachtsherzen

Ein Julehjerte, zu Deutsch Weihnachtsherz, ist eine dänische Weihnachtsbaumdekoration.
Üblicherweise wird jedes einzelne Herz aus zwei Stücken gefaltetem Glanzpapier gebastelt und anschließend in den Weihnachtsbaum gehängt. Durch die Verflechtung des Papiers ergibt sich ein geschlossenes Körbchen, in dem Süßigkeiten oder kleinere Dinge untergebracht werden können. In Schweden heißt diese Dekoration Julhjärta, in Norwegen wird sie Juletrekurv (zu Deutsch Weihnachtsbaumkorb) genannt.

## Geschichte
Vorläufer der Weihnachtsherzen waren kleine geflochtene Weidenkörbchen oder Papierkegel, auf Dänisch: Kræmmerhus, die in den Weihnachtsbaum gehängt wurden. Die ältesten, noch erhaltenen geflochtenen Herzen wurden von Hans Christian Andersen in den 1860er Jahren hergestellt. Allerdings fehlten ihnen die Aufhänger, so dass sie nicht in einen Weihnachtsbaum gehängt werden konnten. Diese Herzen befinden sich heute im H. C. Andersens Hus in Odense.
Die älteste, bekannte Anleitung zur Herstellung eines Weihnachtsherzens befindet sich in der 1871 erschienenen Ausgabe der „Nordisk Husflidstidende“, das älteste im dänischen Nationalmuseum aufbewahrte Herz stammt von 1873. Allgemein in Dänemark verbreitet waren die Weihnachtsherzen dann ab etwa 1910. Zurückzuführen ist die Verbreitung der Weihnachtsherzen auch auf die erstmals 1904 in Kopenhagener Kindergärten eingeführte Umsetzung der Anregungen des deutschen Pädagogen Friedrich Fröbel, welcher Flechtarbeiten für Kinder vorgeschlagen hatte, um deren kreative Fähigkeiten, Konzentration und Selbstdisziplin zu verbessern. Auf Fröbel ist auch die Verbreitung der Fröbelsterne als Weihnachtsdekoration in Skandinavien und im deutschsprachigen Raum zurückzuführen.

## Technik
Weihnachtsherzen werden aus zwei Stücken Glanzpapier in kontrastreichen Farben, in Dänemark meist in den Landesfarben rot und weiß, hergestellt. Die Grundform ist nach der Faltung ein oben geschlossenes U von 8 cm Breite und 12 cm Höhe. Beide U-Formen werden senkrecht an der geschlossenen Seite in gleichen Abständen so eingeschnitten, dass sich eine geflochtene Fläche von 8 × 8 cm ergibt. Anschließend werden die beiden U-Formen senkrecht zueinander verflochten. Mit den überstehenden Bögen bildet sich dann die Herzform.